# 下萨克森足球州级联赛
下萨克森足球州级联赛（德語：Fußball-Landesliga Niedersachsen），在2009-10赛季以前称为“下萨克森（行政区高级联赛）”，是下萨克森足球协会辖下的第二级足球联赛以及德国足球联赛系统中的第六级赛事，由不伦瑞克、汉诺威、吕讷堡和威悉-埃姆斯四个平行赛区组成。

## 历史
下萨克森州级联赛的历史可以追溯至1979年。随着下萨克森足球协会推行联赛改革，其辖下的以往8个行政区高级联赛被合并为4个。行政区高级联赛从而成为行政区层面的顶级赛事，在下萨克森州范围内则是继协会联赛和州级联赛之后位居第三级。1994年，下萨克森协会联赛改组为双轨制的下萨克森联赛，而4个行政区高级联赛则取代已解散的原双轨制州级联赛成为新的州级联赛。但由于地区联赛的重新引入，新的州级联赛仍然位处德国足球联赛系统中的第六级。
地区联赛的名称一直保留至2006年，然后又恢复以往的“行政区高级联赛”称谓。这是根据下萨克森联赛系统的重组而来，在4个行政区高级联赛之下，行政区联赛的数量得到增加。其中在不伦瑞克行政区的行政区联赛数量由2个扩大至4个，而在其它行政区除了威悉-埃姆斯，则都扩大至5个。
2010年5月17日，下萨克森足球协会决定自同年7月1日起将4个行政区高级联赛再更名为“地区联赛”。这个名称的变化是伴随着在其之上的两个高级联赛赛区合并成单轨制高级联赛一同执行的。

## 赛制
下萨克森州级联赛由下萨克森足球协会辖下的四个行政区自行负责举办。因此，不设协会层面的赛事级别。自2010-11赛季起，每个州级联赛的赛区规模分别从16支至19支球队不等。下萨克森足协的成员球队均来自47个县。各县会被分配至相应的行政区，其顶级赛事便是州级联赛。哪些球队被划分至哪个地区联赛，取决于该行政区成员所处的县。而足协定义的县则很大程度上与行政上的县相对应。在1978年至1994年期间，与足球县分配对应的足球行政区分配是取决于当时存在下萨克森州的四个地理行政区。

### 升、降级制
四个州级联赛的冠军为固定升入下萨克森高级联赛。这一规则会因年而异——当它通过联赛改革需要从更高级别联赛增加升级或降级球队的时候。因此往年曾多次有俱乐部的二线队升级，部分则是与来自其他州级联赛（或当时的“行政区高级联赛”）的球队进行升级附加赛后升级。当时下萨克森联赛西区的参赛名额固定会授予不伦瑞克和吕讷堡行政区，而下萨克森联赛东区的名额则专由汉诺威和威悉-埃姆斯行政区获得。
在单轨制的下萨克森高级联赛于2010-11赛季成立时，2009-10赛季的州级联赛冠军不能直接升级，而是需要与来自高级联赛的4支球队一同争夺高级联赛的5个参赛名额。
在每个赛季结束后，州级联赛需要接纳来自高级联赛的降级者以及来自第七级行政区联赛的升班马。在威悉-埃姆斯州级联赛之下设有5个行政区联赛，其它3个州级联赛之下则各有4个行政区联赛。它们的冠军可获升入州级联赛。
每个州级联赛的降级者数量都是不同的，这取决于各行政区的招标。在不伦瑞克、汉诺威和吕讷堡行政区，一个州级联赛有16支球队参与竞争；而在威悉-埃姆斯行政区则有18支球队。因此降级者的数量是根据有多少支球队必须降级、围绕着额定成员的招标公告后确定。然而，偶尔的额定成员垂悬也是允许的。

## 历年冠军

### 不伦瑞克州级联赛
| - 1980：哥廷根05业余队 - 1981：埃因贝克 - 1982：和睦沃尔夫斯堡 - 1983：格布哈茨哈根前进 - 1984：汉恩明登 - 1985：萨尔茨吉特体育之友 - 1986：舍宁根08 - 1987：兰格尔斯海姆 - 1988：萨尔茨吉特联盟 - 1989：不伦瑞克22 - 1990：派内 - 1991：南哈茨瓦尔肯里德 - 1992：彼得斯许特 | - 1993：福斯费尔德 - 1994：戈斯拉尔08 - 1995：沃尔夫斯堡业余队 - 1996：埃因贝克 - 1997：不伦瑞克22 - 1998：霍尔滕森 - 1999：绿白法尔斯特德 - 2000：FT不伦瑞克 - 2001：厄尔佩2000 - 2002：和睦诺特海姆 - 2003：文德 - 2004：黑尔姆斯特 - 2005：戈斯拉尔08 | - 2006：法勒斯列本 - 2007：福斯费尔德 - 2008：戈斯拉尔08 - 2009：哥廷根07 - 2010：奥斯特罗德多斯特鲁克 - 2011：哥廷根05 - 2012：狼马丁尼沃尔夫斯堡 - 2013：FT不伦瑞克 - 2014：和睦诺特海姆 - 2015：哥廷根07 - 2016：吉夫霍恩 |

### 汉诺威州级联赛
| - 1980：阿米尼亚汉诺威业余队 - 1981：宁布尔格 - 1982：文斯托夫 - 1983：布尔格多夫 - 1984：斯特林根 - 1985：莱尔特 - 1986：莱尔特06 - 1987：汉诺威东城 - 1988：哈尔苏姆 - 1989：雷克灵豪森体育之友 - 1990：莱尔特06 - 1991：汉诺威 - 1992：比克堡 | - 1993：朗根哈根 - 1994：莱尔特 - 1995：达姆拉根茨汉诺威 - 1996：下萨克森德伦 - 1997：施塔特哈根 - 1998：拉姆林根-埃勒斯豪森 - 1999：比克堡 - 2000：文斯托夫 - 2001：林登07 - 2002：福尔图娜萨克森之马 - 2003：雷克灵豪森体育之友 - 2004：特维斯特林根 - 2005：博克内姆 | - 2006：巴芬斯特德 - 2007：黑瑟尔 - 2008：普鲁士哈默尔恩 - 2009：比克堡 - 2010：阿米尼亚汉诺威 - 2011：比克堡 - 2012：日耳曼尼亚埃格斯托夫 - 2013：文斯托夫 - 2014：阿米尼亚汉诺威 - 2015：比克堡 - 2016：汉诺威 |

### 吕讷堡州级联赛
| - 1980：TSV维策 - 1981：博姆利茨-龙沙伊德 - 1982：和睦吕讷堡 - 1983：于尔岑09 - 1984：费尔登 - 1985：TuSG里特鲁德 - 1986：和睦吕讷堡 - 1987：库克斯港 - 1988：阿尔莱斯特/奥滕多夫 - 1989：TuS内策 - 1990：德罗赫特森/阿瑟尔 - 1991：黑斯林根 - 1992：索尔陶 | - 1993：居尔登斯特恩施塔德 - 1994：MTV索尔陶 - 1995：罗滕堡 - 1996：TSV文德策勒 - 1997：TSV席费尔恩 - 1998：MTV索尔陶 - 1999：蓝白伯恩赖赫 - 2000：条顿尼亚于尔岑 - 2001：吕讷堡业余队 - 2002：TSV诺因基兴 - 2003：奥斯特霍尔茨-沙姆贝克 - 2004：策勒 - 2005：马申 | - 2006：蓝白伯恩赖赫 - 2007：罗滕堡 - 2008：奥特斯贝格 - 2009：阿尔莱斯特/奥滕多夫 - 2010：条顿尼亚于尔岑 - 2011：罗滕堡 - 2012：德罗赫特森/阿瑟尔 - 2013：乌普胡森 - 2014：条顿尼亚于尔岑 - 2015：黑斯林根 - 2016：蓝白伯恩赖赫 |

### 威悉-埃姆斯州级联赛
| - 1980：奥肯豪森 - 1981：威廉港 - 1982：蓝白辛克尔 - 1983：诺德霍恩白十一 - 1984：VfL奥尔登堡 - 1985：奥里希体育俱乐部 - 1986：巴特本特海姆 - 1987：海德克鲁格 - 1988：施佩莱-芬豪斯 - 1989：奥伊塞德体育之友 - 1990：奥林匹亚拉克斯滕 - 1991：奥尔登堡二队 - 1992：日耳曼尼亚列尔 | - 1993：许托夫09 - 1994：孔科耳狄亚伊尔霍弗 - 1995：巴特罗滕费尔德 - 1996：韦尔特斯巴达 - 1997：梅彭业余队 - 1998：奥斯纳布吕克业余队 - 1999：格列能贝格梅勒 - 2000：日耳曼尼亚列尔 - 2001：贝尔森布吕克 - 2002：佩武苏姆 - 2003：日耳曼尼亚列尔 - 2004：奥尔登堡 - 2005：日耳曼尼亚列尔 | - 2006：威廉港二队 - 2007：日耳曼尼亚列尔 - 2008：巴特罗滕费尔德 - 2009：奥伊特 - 2010：许托夫09 - 2011：霍尔特豪森-比讷 - 2012：耶德洛 - 2013：奥尔登堡 - 2014：施佩莱-芬豪斯 - 2015：林根 - 2016：贝尔森布吕克 |